# Polyclita
Polyclita  (лат.) — род растений семейства Вересковые, включающий в себя 1 вид — Polyclita turbinata (Kuntze) A.C. Sm.

## Ареал
Растения являются эндемиками северной Боливии.

## Биологическое описание
Наземные или эпифитные вечнозелёные кустарники. Листья очередные, кожистые, яйцевидные или слегка обратнояйцевидные.
Соцветия пазушные, короткие, кистевидные; в цветке 10 тычинок.
Плод — сферическая ягода.